# 1961 en Grèce
Chronologie de la Grèce
- 1957
- 1958
- 1959
- 1960
- 1961
- 1962
- 1963
- 1964
- 1965

Cette page concerne les évènements survenus en 1961 en Grèce  :

## Évènements
- 19 mars : Recensement de la Grèce
- 18-24 septembre : Semaine du cinéma grec au Festival international du film de Thessalonique.
- 29 octobre : Élections législatives

## Sortie de film
- Aliki dans la marine
- Antigone
- Cauchemar
- Quartier Le Rêve

## Sport
- Coupe de Grèce de football (1960-1961) (en)
- Coupe de Grèce de football (1961-1962) (en)
- Championnat de Grèce de football 1960-1961
- Championnat de Grèce de football 1961-1962

## Création
- Front agricole entièrement démocratique (en)
- Union du centre
- Monument de Zálongo
- Philkeram Johnson (en)
- Théâtre national de la Grèce du Nord (en)
- ELFE (en)
- Front agricole entièrement démocratique (en)
- Parc national du Parnès

club de football
- APO Levadiakos
- A.P.S. Zakynthos (en)
- A.S. Rouvas (en)
- Kilkisiakos F.C. (en)
- Olympiada Patras
- Pierikos

## Dissolution
- Parti Social Populaire (en)

## Naissance
- Ioánnis Amanatídis, personnalité politique.
- Chrístos Christodoúlou, basketteur.
- Konstantínos Chrysógonos, personnalité politique.
- Lámbros Foundoúlis, personnalité politique.
- Kéti Garbí, chanteuse.
- Vassilios Kéguéroglou, personnalité politique.
- Stélios Manolás, footballeur.
- Giórgos Papakonstantínou, personnalité politique.
- Dimítrios Saravákos, footballeur.
- Dimítris Stefanákis, écrivain.
- Dimítrios Tsionánis, footballeur.
- Geórgios Oursouzídis, personnalité politique.
- Yánis Varoufákis, économiste et ministre.
- Ólga Yerovassíli, médecin et personnalité politique.
- Eléni Zaroúlia, personnalité politique.

## Décès
- Ioánnis Theotókis, Premier ministre.